# Transport per ferrocarril d'Itàlia
El transport per ferrocarril d'Itàlia és una de les parts més importants de la infraestructura del país. Les vies ferroviàries tenen una longitud total de 24.227 km, que darrerament està creixent gràcies a la construcció de la xarxa de ferrocarrils d'alta velocitat. Itàlia és membre de la Unió Internacional de Ferrocarrils (UIC), i el seu codi de país UIC és el 83.

## Connexions amb països fronterers
Tots els països que tenen frontera amb Itàlia tenen el mateix ample de via.
- Àustria: canvi de voltatge 3 kV DC/15 kV AC
- França: canvi de voltatge 3 kV DC/25 kV AC or 1,5 kV DC
- Eslovènia: mateix voltatge
- Suïssa: canvi de voltatge 3 kV DC/15 kV AC
- Ciutat del Vaticà: sense electrificar
- San Marino: tancat